# Parc d'État Little Sahara
Pour les articles homonymes, voir Sahara (homonymie).
Little Sahara State Park est un parc d'État situé dans l'Oklahoma, qui tire son nom de sa ressemblance avec le désert du Sahara. Les vastes dunes se sont formées au fil du temps à partir de dépôts en terrasse, vestiges de la préhistoire lorsque la rivière Cimarron s'est retirée de la zone.

## Histoire
Little Sahara a été fondé au début des années 1950 comme parc citadin par Grace Ward Smith, directrice de la Chambre de commerce d'Alva. Avant cela, les dunes étaient principalement perçues comme une nuisance, empiétant sur la route 281, nécessitant un réacheminement de la route. Smith a nommé ainsi le parc pour attirer les visiteurs, a embauché des habitants pour les guider, et en 1958, a acheté une paire de chameaux. En septembre 1960, l'État de l'Oklahoma a acheté la parcelle de 339 acres pour 12 500 $. Plus tard cette année-là, 4 000 visiteurs ont vu un concours de Noël mettant en vedette les chameaux. En 1963, le parc s'était étendu à 1 600 acres. Ce printemps-là, un concessionnaire automobile local a parcouru les dunes dans un "véhicule de fortune avec des jantes larges et des pneus ballons, surmonté de roues spéciales servant de barres stabilisatrices". Cette activité a rapidement gagné en popularité et les entreprises locales continuent d'offrir des locations.

## Description
Little Sahara State Park est situé au nord-ouest de l'Oklahoma, au sud de Waynoka. Le parc offre plus de 6,5 km2 de dunes de sable allant d'une hauteur de 7,6 mètres jusqu'à près de 23 mètres. Les installations comprennent des douches, des aires de pique-nique, 86 branchements pour VR avec électricité / eau et 143 emplacements de tentes. Les concessions saisonnières fournissent des rafraîchissements, et le carburant et l'épicerie sont situés à proximité. 

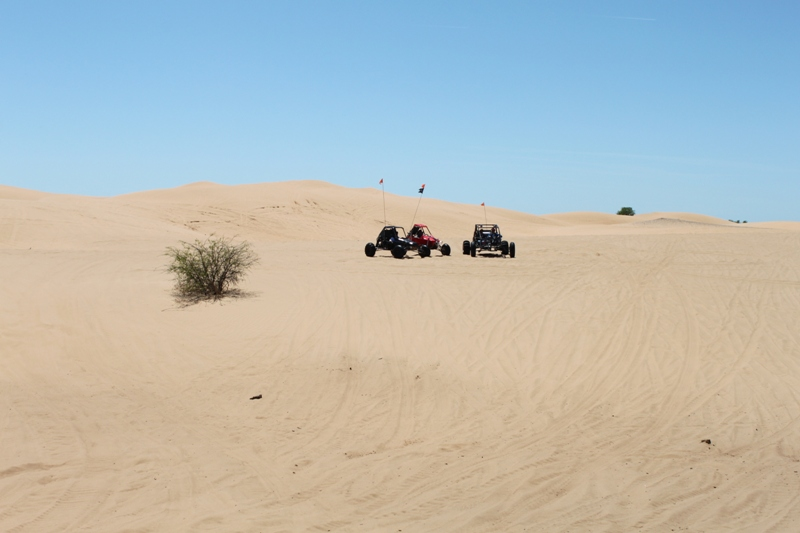
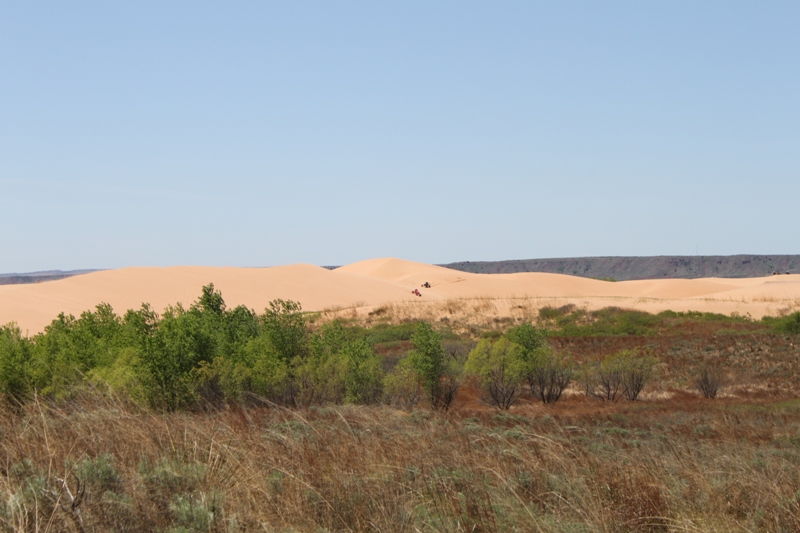
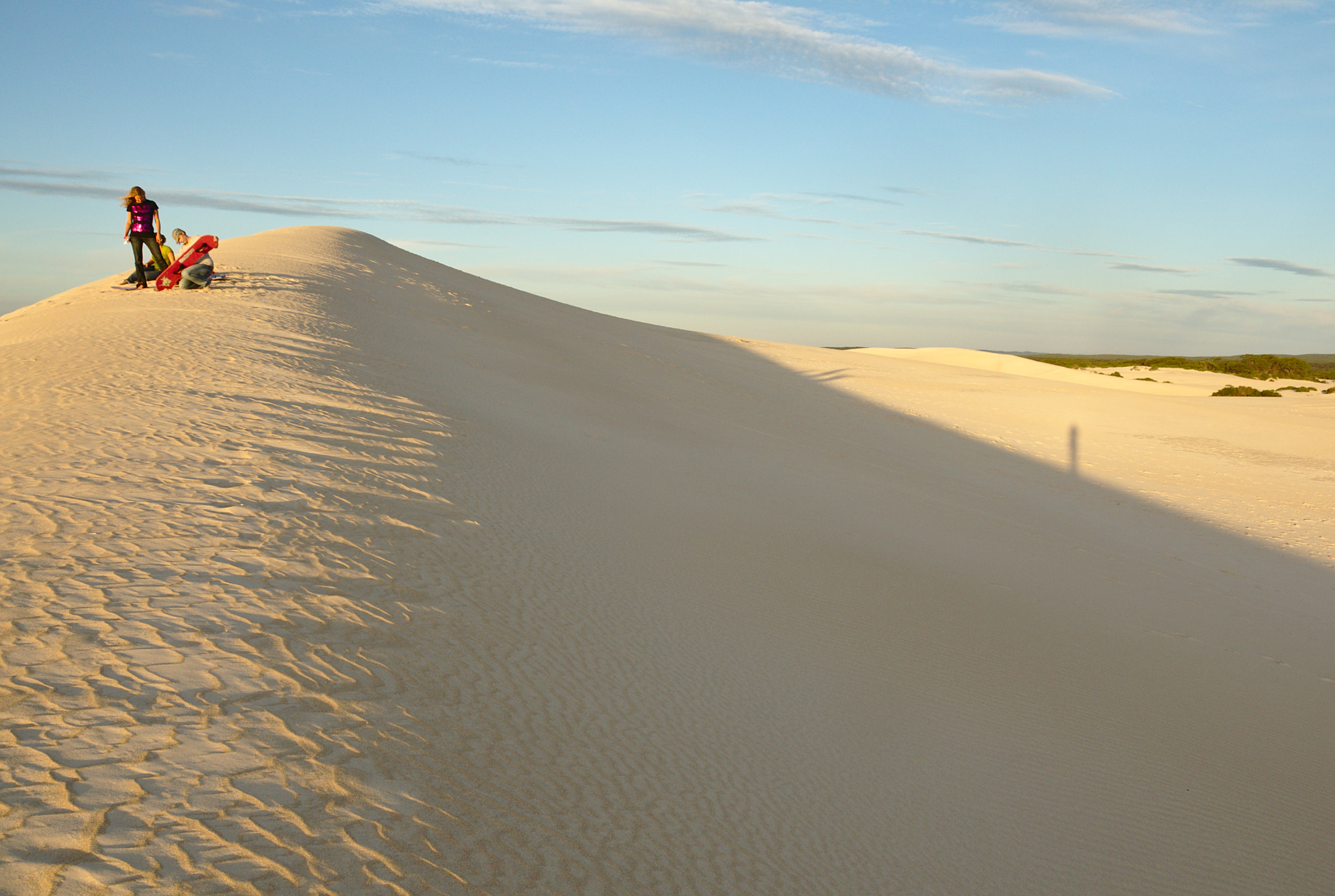